# Conops rufofemoralis
Conops rufofemoralis är en tvåvingeart som beskrevs av Camras 1957. Conops rufofemoralis ingår i släktet Conops och familjen stekelflugor. Inga underarter finns listade i Catalogue of Life.